# بریل-چروینیا
بریل-چروینیا (به ایتالیایی: Breuil-Cervinia) یک منطقهٔ مسکونی در ایتالیا است که در والتورننچه واقع شده‌است.